# Raven-Brüder
Die Raven-Brüder (auch Raven’sche Brüder, Plymouth-Brüder Nr. 4, international meist Exclusive Brethren, seit 2012 offiziell Plymouth Brethren Christian Church) sind eine freikirchliche Gemeinschaft, die 1890 durch eine Trennung innerhalb des „geschlossenen“ Teils der Brüderbewegung entstand. Aufgrund der starken Reglementierung ihres Privatlebens werden sie von Außenstehenden oft als Sekte angesehen.

## Geschichte
Der englische „geschlossene Bruder“ Frederick Edward Raven verbreitete ab 1888 Lehren über das ewige Leben und das Wesen Christi, die bei einem Teil seiner Glaubensbrüder auf heftigen Widerspruch stießen. Nach verschiedenen Auseinandersetzungen trennte sich 1890 eine Minderheit unter Führung von William Joseph Lowe (1838–1927) von Raven und seinen Anhängern (sogenannte Lowe-Brüder). In den übrigen Teilen der Welt, besonders auf dem europäischen Kontinent und in den USA, waren die Gegner Ravens in der Mehrheit, sodass es hier zur Abspaltung von Raven-Anhängern kam (in Deutschland anfangs ca. 40 Gemeinden).
Nach Ravens Tod 1903 wurde der New Yorker Geschäftsmann James Taylor senior zunehmend als geistlicher Führer der Raven-Brüder anerkannt. Er führte weitere theologische Neuerungen ein, unter anderem die Anbetung des Heiligen Geistes und die Lehre, Jesus Christus sei (obwohl ewiger Gott) erst bei seiner Menschwerdung „Sohn Gottes“ geworden. Auch legte er großes Gewicht auf die Absonderung der Gläubigen von der Welt, eine Forderung, die von seinem Sohn James Taylor junior, der 1960 die Führung der Raven-Brüder übernahm, noch weiter radikalisiert wurde. Taylor jun. verbot unter anderem das gemeinsame Essen mit Nicht-Raven-Brüdern (einschließlich Familienmitgliedern), die Benutzung von gemeinsamen Eingängen in Mietshäusern, das Abschließen von Versicherungen (soweit diese nicht gesetzlich vorgeschrieben waren), die Mitgliedschaft in Vereinen jeglicher Art (einschließlich Gewerkschaften und Berufsverbänden), das Studium an Universitäten, den Besitz von Radio- und Fernsehgeräten usw. Während der Gottesdienste wurden die Türen verschlossen. Diese Regelungen führten zu einer zunehmenden Isolierung der Raven-Brüder von der Außenwelt und zu einer Konzentration auf das Gemeindeleben, das als besondere „Atmosphäre des Segens“ empfunden wurde.
Kurz vor seinem Tod 1970 wurde Taylor jun. mit Ehebruchsvorwürfen konfrontiert, was zur Spaltung der Gemeinschaft führte. Diejenigen, die sich von Taylor jun. trennten, zerstritten sich 1972 in Edinburgh erneut; es entstand die „Walker-“ oder „Strang-Gruppe“, die sich grundsätzlich von Taylor jun. distanzierte (benannt nach Alex Walker und George M. Strang), und die „Renton-Gruppe“, die lediglich Taylors Lebenswandel, nicht aber seine Lehren ablehnte (benannt nach James Renton). Diejenigen, die Taylor jun. treu blieben, wurden nach seinem Tod zunächst von dem amerikanischen Farmer James Harvey Symington angeführt, ab 1987 dann von dem australischen Geschäftsmann John Stephen Hales, seit 2002 von dessen Sohn Bruce David Hales. Die geistlichen Führer von Raven bis Hales werden als „Männer Gottes“ betrachtet, durch die Gott heute seine Gedanken mitteilt. Seit der Zeit Symingtons finden alle Zusammenkünfte weltweit in englischer Sprache statt, da Gott diese benutzt habe, um „die Wahrheit wiederherzustellen und aufrechtzuerhalten“.

## Einsatz für Juden im besetzten Frankreich
In Südost-Frankreich wurden die Raven-Brüder durch ihre Hilfe für Juden während der deutschen Herrschaft 1940–1944 in den abgelegenen Tälern des Vivarais-Lignon bekannt, z. B. in Le Chambon-sur-Lignon. Auch die Glieder anderer protestantischer Denominationen (und auch Katholiken) leisteten dort eine solche Hilfe.

## Heutige Situation

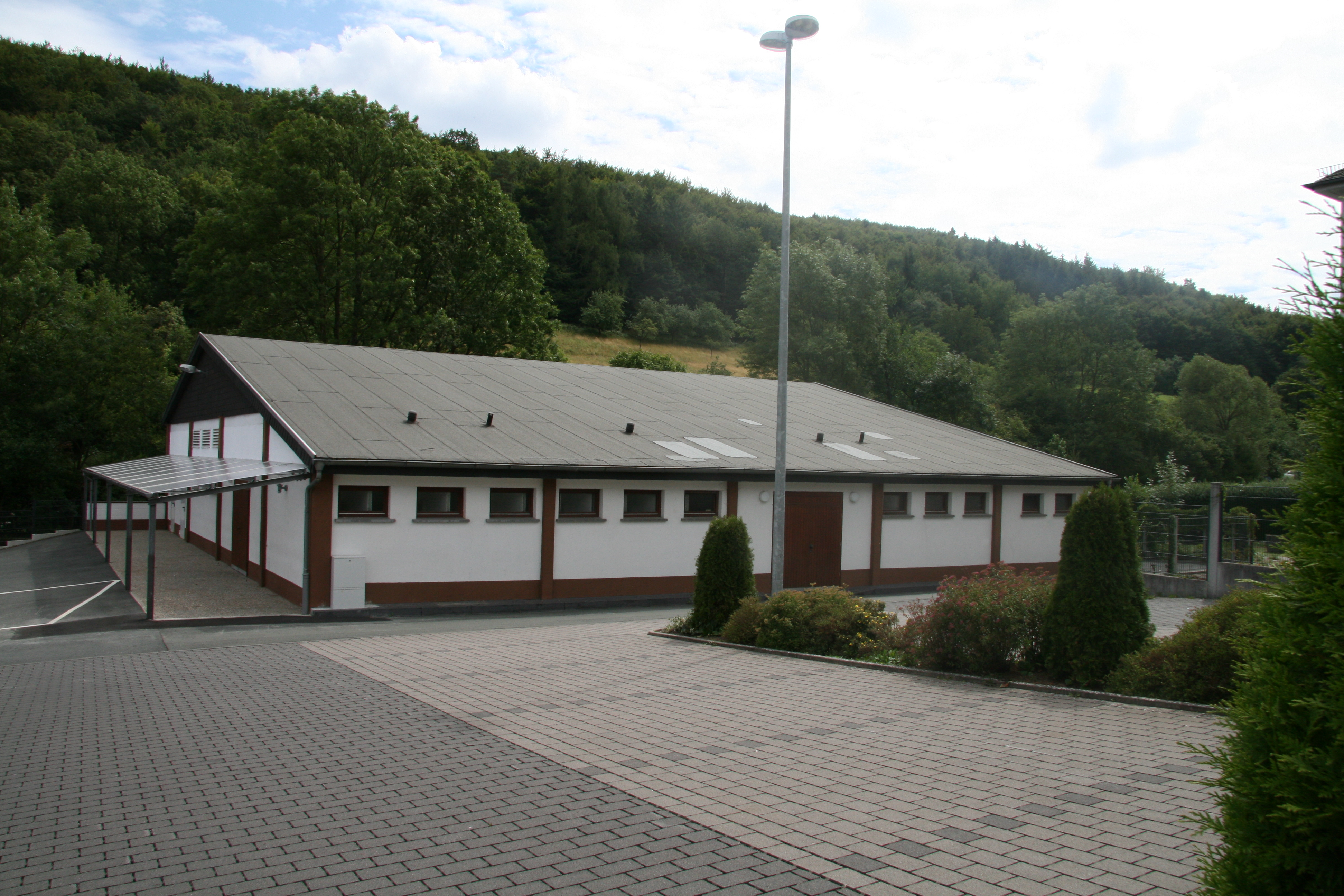
Versammlungsgebäude der Raven-Brüder in Bad Endbach, Herborner Straße 18–20

Weltweit gibt es derzeit knapp 300 Gemeinden der Raven-Brüder mit ca. 43.000 Mitgliedern, besonders in den englischsprachigen Ländern (Großbritannien, USA, Australien, Neuseeland). In Deutschland haben die Raven-Brüder ca. 550 Mitglieder; die größten Gemeinden (mehr als 100 Personen) befinden sich in Bad Endbach und Düsseldorf.
In jüngerer Zeit sind die Raven-Brüder vor allem durch die Gründung eigener Schulen bekannt geworden (u. a. 2003 im nordrhein-westfälischen Reichshof-Sotterbach). Unter Bruce D. Hales ist es zu einer teilweisen Abkehr von dem früheren strengen Absonderungsgebot gekommen; so wurden in Australien, Neuseeland, den USA und Schweden wiederholt konservative Politiker finanziell sowie durch Flugblätter und Zeitungsanzeigen unterstützt.
Neben der von Hales geführten Hauptrichtung der Raven-Brüder gibt es nach wie vor auch weniger strenge Varianten ohne ausgeprägte Führungsstruktur, aber mit relativ engem Netzwerk, oft als Hauskirchen einzelner (Groß-)Familien mit entsprechendem Zusammenhalt. Die meisten dieser Gemeinden befinden sich in England und Schottland, einzelne aber auch z. B. im Kölner Norden, im Erzgebirge, ebenfalls in Bad Endbach, in den Niederlanden, Frankreich, Italien, der Schweiz, den USA, Australien und Neuseeland. Die Lehren bis James Taylor senior werden von diesen Gruppen in der Regel bejaht, eine „gesetzliche“, strikte Lebensführung aber verneint. Andersdenkende Christen werden freundlich, aber eher distanziert behandelt, ihre Veranstaltungen nicht oder nur unter Vorbehalt besucht. Kontakte mit der Hales-Richtung bestehen nicht mehr; dort werden sie als „Abgefallene“ behandelt.

## Filme
- Der britische Spielfilm Der Sohn von Rambow aus dem Jahr 2007 erzählt von einem Jungen, der unter den Raven-Brüdern aufwächst und seinen eigenen Weg gehen möchte.
- Im Dokumentarfilm The Root of All Evil? wird die Psychologin Jill Mytton, die in der Gemeinschaft aufwuchs, von Richard Dawkins interviewt. Sie beschreibt die religiöse Erziehung als geistige Kindesmisshandlung.